# Kalamatas internationella flygplats
Kalamatas internationella flygplats (IATA: KLX, ICAO: LGKL) (grekiska: Κρατικός Αερολιμένας Καλαμάτας) är en internationell flygplats nära staden Kalamata, Grekland. Flygplatsen tar för det mesta emot charterflyg på sommaren. År 2016 trafikerades flygplatsen av 188 209 passagerare vilket var en minskning med 20,4 % jämfört med föregående år. I mars 2013 öppnade Aegean Airlines ett flygnav på flygplatsen.
Flygplatsen är belägen mellan orterna Kalamata och Messíni. Start- och landningsbanan är 2,7 kilometer lång. Det finns även en militärbas till väster om landningsbanan. Flygplatsen trafikeras från Stockholm-Arlanda av Aegean Airlines hela året om.
Flygplatsen är med i öppningsscenen i filmen Before Midnight.

## Olyckor och incidenter
- Den 16 oktober 1981 blev Olympic Airways NAMC YS-11 kapat. Flygplanet hade lyft från Kalamatas internationella flygplats mot Ellinikós internationella flygplats. Alla 64 personer ombord på planet överlevde. Kapningen varade mindre än en dag
- I november 2001 blev 14 flygentusiaster (12 brittiska och 2 nederländska) arresterade av polisen efter att ha observerats ta bilder på flygbasen.